# 田崎潤
田崎潤（1913年8月28日—1985年10月18日）日本的電影演員。

## 生平
父親為公務員，1932年畢業於青森縣立青森商業高等學校，1935年加入森川誠的「皮埃爾男孩」劇團，藝名月波洋三郎及月波貫一，1936年退出後前往上海，擔任劇院舞蹈編導，1937年加入名古屋的劇團，1938年退出、1939年以毛利賢二之藝名加入新興的「キネマ演藝部」，1942年、「皮埃爾男孩」劇團成立了兩個新生的喜劇團隊、之後以本名田中實加入演出，但是因為不滿社長清水的作風而再度退出，和有島一郎加入水之江瀧子主宰的劇團。1944年徵召進入軍隊。
1950年加入新東寶公司，以藝名田崎潤演出電影《細雪》，原因是因為聯合主演影片中的田中春男請求重新命名另一個藝名，由姓字“田”加上『細雪』的原作者谷崎潤一郎的“崎潤”的組合。
1960年加入東寶並在之後演出許多戰爭片和特攝片，例如《太平洋之嵐》以及《海底軍艦》等。
1985年因肺癌而去世。

## 作品

### 電視劇
- 假面騎士X（1974年）－ 神啓太郎教授

### 電影作品
- 細雪（1950年）
- 地獄門（1953年）
- 軍神山本元帥與聯合艦隊（1956年）
- 明治天皇與日俄戰爭（1957年）
- 日蓮與蒙古大來襲（1958年）
- 日本誕生（1959年）
- 暗黑街的對決（1960年）
- 太平洋之嵐（1960年）
- 大江山酒天童子（1960年）
- 大阪城物語（1961年）
- 妖星哥拉斯（1962年）
- 金剛對哥吉拉（1962年）
- 海底軍艦（1963年）
- 天國與地獄（1963年）
- 新選組始末記（1963年）
- 大盜賊（1963年）
- 青島要塞爆擊命令（1963年）
- 太平洋之翼（1963年）
- 摩斯拉對哥吉拉（1964年）
- 宇宙大怪獸德古拉（1964年）
- 太平洋奇蹟的作戰 金斯卡島（1965年）
- 科學怪人對地底怪獸（1965年）
- 怪獸大戰爭（1965年）
- 科學怪人的怪獸 山達對蓋拉（1966年）
- 哥吉拉·伊比拉·摩斯拉 南海大決鬥（1966年）
- 國際秘密警察 窮途末路
- 日本最長的一日（1967年）
- 怪獸總進擊（1968年）
- 風林火山（1969年）
- 日本海大海戰（1969年）
- 八甲田山（1977年）
- 聯合艦隊（1981年）
- 小說吉田學校（1983年）
- 亂（1985年）